# ジョージ・カー (柔道)
ジョージ・カー（英語: George Kerr、1937年8月24日 - ）は、イギリスの柔道家（国際柔道連盟十段）。通称「ミスター・ジュードー」

## 概要
8歳で故郷スコットランドのエディンバラで柔道を始め15歳で黒帯を取得。1957年には日本大学に柔道留学。
1964年東京オリンピックはケガのため出場を逃したが、欧州選手権では3度の準優勝を果たしている。
2010年2月、国際柔道連盟から史上7人目となる十段を授与された。